# Comitium

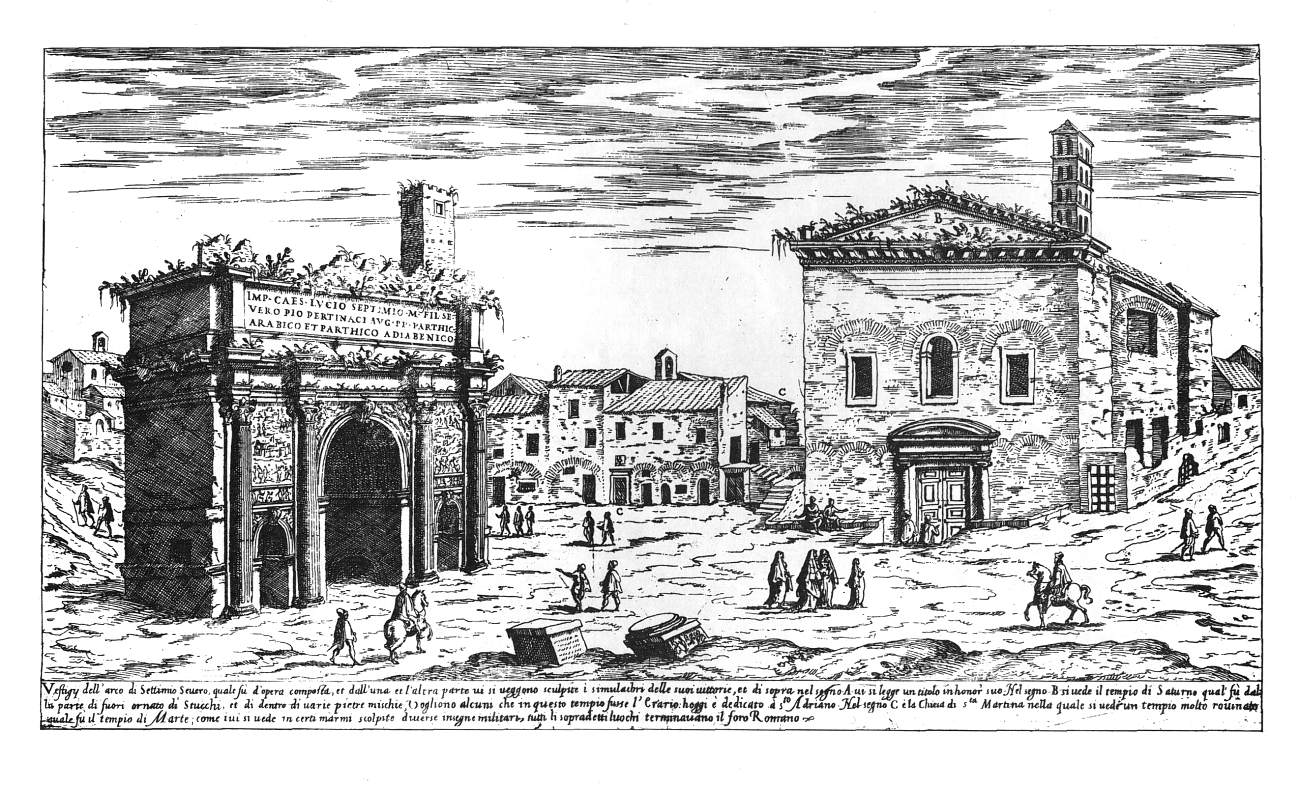
Comitium na Forum Romanum, rycina wykonana przez Etienne'a Du Péracin około 1500 r., przedstawia Comitium na Forum Romanum w Rzymie. Budynek z trójkątnym dachem to kuria zwana Curia Iulia.

Comitium (łac.) – miejsce zgromadzenia ludowego w antycznym Rzymie. Składało się z placu, na którym zbierało się zgromadzenie ludowe, Kurii (miejsca obrad Senatu) i rostrów (czyli mównicy, z której przemawiali oratorzy).
Comitia oznaczały same zgromadzenia. Odbywało się ich kilka typów:
- comitia centuriata - zgromadzenie centurii
- comitia curiata - zgromadzenia kurii
- comitia tributa - zgromadzenia tribus
- comitia consulatis - wybory konsulów
- comitia praetoria - wybory pretorów